# Nikolsdorf
Nikolsdorf je obec v Rakousku ve spolkové zemi Tyrolsko v okrese Lienz.
Žije zde 894 obyvatel (1. 1. 2011).